# Francesca di Foix
Francesca di Foix est un opéra en 1 acte composé par Gaetano Donizetti en 1831 sur un livret de Domenico Gilardoni basé sur l'opéra-comique Françoise de Foix par Jean-Nicolas Bouilly et Emmanuel Dupaty.
Peu interprété de nos jours, l'opéra est surtout connu pour avoir fourni matière à d'autres opéras de Donizetti tels que Ugo, conte di Parigi, L'elisir d'amore et Gabriella di Vergy. Il existe cependant un enregistrement complet sous la marque Opera Rara.
La première a lieu au Teatro San Carlo de Naples le 30 mai 1831.

## Distribution
| Rôle                                       | Registre  | Première, 30 mai 1831 (Chef d'orchestre: ?) |
| ------------------------------------------ | --------- | ------------------------------------------- |
| Francesca                                  | soprano   | Luigia Boccabadati                          |
| Le Roi                                     | baryton   | Antonio Tamburini                           |
| Edmondo                                    | contralto | Marietta Gioia Tamburini                    |
| Le comte                                   | basse     | Giovanni Campagnoli                         |
| Le duc                                     | ténor     | Lorenzo Bonfigli                            |
| Chevaliers, demoiselles d'honneur, paysans |           |                                             |

## Argument
Le comte est déterminé à écarter sa ravissante épouse, Francesca, des tentations de la cour française. Il répand la rumeur que, se trouvant par trop laide, elle ne souhaite pas paraître en public. Cela excite la curiosité du souverain qui dépêche un de ses gentilshommes en la personne du duc, pour enquêter et lui ordonne d'attirer Francesca à la cour, par la ruse s'il le faut.
Le duc persuade Francesca de rentrer avec lui à Paris. Plutôt que d'admettre son mensonge, le comte feint d'ignorer qui elle est. Pour le confondre, le roi annonce qu'un tournoi aura lieu et que le vainqueur aura la main de Francesca.
Le comte ne peut poursuivre son subterfuge plus longtemps et avoue que, poussé par la jalousie, il a menti au roi et à ses courtisans. Après s'être fait réprimander par sa majesté il est pardonné. Le comte et la comtesse pourront couler des jours heureux.

## Discographie
| Année | Distribution (Francesca, le Roi, Edmondo, le Comte, le Duc)                      | Chef d'orchestre, Opéra et orchestre | Label                           |
| ----- | -------------------------------------------------------------------------------- | --- | ------------------------------- |
| 1982  | Gillian Sullivan, Lynne Smythe, Della Jones, Donald Maxwell, Gordon Christie     | David Parry, Orchestre et chœur de l'Opera Rara (Enregistrement live en mars 1982 au Collegiate Theatre à l'occasion du Camden Festival) | Cassette: Live Opera Cat: 03460 |
| 2004  | Annick Massis, Pietro Spagnoli, Jennifer Larmore, Alfonso Antoniozzi, Bruce Ford | Antonello Allemandi, Orchestre philharmonique de Londres, Geoffrey Mitchell Choir                                                        | ORC28                           |